# Hans Petter Buraas
Hans Petter Buraas (ur. 20 marca 1975 w Bærum) – norweski narciarz alpejski, mistrz olimpijski oraz brązowy medalista mistrzostw świata juniorów.

## Kariera
Po raz pierwszy na arenie międzynarodowej Hans Petter Buraas pojawił się na mistrzostwach świata juniorów w Montecampione w 1993 roku, zajmując dziewiętnaste miejsce w supergigancie i siedemnaste w gigancie. Największy sukces w tej kategorii wiekowej osiągnął podczas mistrzostw świata juniorów w Lake Placid w 1994 roku, gdzie wywalczył brązowy medal w gigancie.
W zawodach Pucharu Świata zadebiutował 3 grudnia 1994 roku w Tignes, gdzie nie zakwalifikował się do drugiego przejazdu. Pierwsze pucharowe punkty zdobył blisko rok później, 12 listopada 1995 roku w tej samej miejscowości zajmując w gigancie 27. miejsce. Na podium po raz pierwszy stanął 15 grudnia 1997 roku w Sestriere, gdzie był trzeci w slalomie gigancie. W zawodach tych wyprzedzili go jedynie jego rodak Finn Christian Jagge i Austriak Thomas Sykora. Łącznie na podium zawodów tego cyklu plasował się dziesięć razy, przy czym odniósł jedno zwycięstwo: 11 grudnia 2000 roku w Sestriere był najlepszy w slalomie. Ostatni raz w najlepszej trójce zawodów Pucharu Świata znalazł się 28 stycznia 2003 roku w Schladming, gdzie slalom zakończył na trzeciej pozycji. Najlepsze wyniki osiągnął w sezonie 1997/1998, kiedy to zajął 19. miejsce w klasyfikacji generalnej, a w klasyfikacji slalomu był trzeci. Wśród slalomistów lepsi okazali się tylko dwaj Austriacy: Thomas Sykora i Thomas Stangassinger. W klasyfikacji slalomu był też między innymi piąty w sezonie 2000/2001 oraz siódmy w sezonie 2002/2003.
Największy sukces w karierze osiągnął w 1998 roku, kiedy podczas igrzysk olimpijskich w Nagano wywalczył złoty medal w slalomie. Po pierwszym przejeździe zajmował drugie miejsce, tracąc do prowadzącego Sykory 0,22 sekundy. W drugim przejeździe uzyskał zdecydowanie najlepszy wynik, wyprzedzając pozostałych zawodników o 0,70 sekundy. Dało mu to najlepszy czas łączny i zwycięstwo, o 1,33 s przed swym rodakiem Ole Kristianem Furusethem i o 1,37 s przed Thomasem Sykorą. Był to jedyny medal wywalczony przez Buraasa na międzynarodowej imprezie tej rangi. Z powodu kontuzji kręgosłupa nie wystąpił na rozgrywanych cztery lata później igrzyskach olimpijskich w Salt Lake City i nie mógł bronić tytułu mistrza olimpijskiego. W tej samej konkurencji wystartował także na igrzyskach w Turynie w 2006 roku, jednak nie ukończył pierwszego przejazdu. Kilkakrotnie startował na mistrzostwach świata, najlepszy wynik osiągając podczas rozgrywanych w 2007 roku mistrzostw świata w Åre, gdzie rywalizację w slalomie ukończył na ósmej pozycji. Był to jedyny przypadek, w którym Buraas ukończył zawody w ramach mistrzostw świata.
Z powodu kontuzji kolana stracił także niemal cały sezon 2003/2004. Na rozgrywane w 2005 roku mistrzostwa świata w Bormio nie pojechał z powodu słabych wyników w sezonie 2004/2005. W 2008 roku zakończył karierę.
W 1993 roku został mistrzem Norwegii w kombinacji alpejskiej, a w 1998 roku był najlepszy w slalomie i slalomie gigancie.

## Osiągnięcia

### Igrzyska olimpijskie
| Miejsce | Dzień     | Rok  | Miejscowość | Konkurencja | Czas biegu  | Strata | Zwycięzca      |
| ------- | --------- | ---- | ----------- | ----------- | ----------- | ------ | -------------- |
| 1.      | 21 lutego | 1998 | Nagano      | Slalom      | 1:49,31 min | -      | -              |
| DNF     | 25 lutego | 2006 | Turyn       | Slalom      | 1:43,14 min | -      | Benjamin Raich |

### Mistrzostwa świata
| Miejsce | Dzień     | Rok  | Miejscowość          | Konkurencja | Czas biegu  | Strata  | Zwycięzca      |
| ------- | --------- | ---- | -------------------- | ----------- | ----------- | ------- | -------------- |
| DNF     | 14 lutego | 1999 | Vail                 | Slalom      | 1:42,12 min | -       | Kalle Palander |
| DNF     | 14 lutego | 2001 | St. Anton am Arlberg | Slalom      | 1:39,66 min | -       | Mario Matt     |
| DSQ     | 16 lutego | 2003 | Sankt Moritz         | Slalom      | 1:40,66 min | -       | Ivica Kostelić |
| 8.      | 17 lutego | 2007 | Åre                  | Slalom      | 1:57,33 min | +3,45 s | Mario Matt     |

### Mistrzostwa świata juniorów
| Miejsce | Dzień    | Rok  | Miejscowość   | Konkurencja | Czas biegu  | Strata  | Zwycięzca          |
| ------- | -------- | ---- | ------------- | ----------- | ----------- | ------- | ------------------ |
| 19.     | 2 marca  | 1993 | Montecampione | Supergigant | 1:38,79 min | +2,50 s | Massimiliano Iezza |
| 17.     | 6 marca  | 1993 | Montecampione | Gigant      | 2:06,45 min | +4,08 s | Josef Strobl       |
| 24.     | 11 marca | 1994 | Lake Placid   | Supergigant | 1:24,40 min | +2,90 s | Benjamin Melquiond |
| 3.      | 14 marca | 1994 | Lake Placid   | Gigant      | 2:27,88 min | +0,70 s | Stefan Stankalla   |

### Puchar Świata

#### Miejsca w klasyfikacji generalnej
- sezon 1995/1996: 144.
- sezon 1996/1997: 120.
- sezon 1997/1998: 19.
- sezon 1998/1999: 46.
- sezon 1999/2000: 31.
- sezon 2000/2001: 20.
- sezon 2002/2003: 32.
- sezon 2004/2005: 128.
- sezon 2005/2006: 87.
- sezon 2006/2007: 140.

#### Miejsca na podium
1. Sestriere – 15 grudnia 1997 (slalom) – 3. miejsce
2. Schladming – 8 stycznia 1998 (slalom) – 3. miejsce
3. Kitzbühel – 26 stycznia 1998 (slalom) – 2. miejsce
4. Crans-Montana – 15 marca 1998 (slalom) – 2. miejsce
5. Park City – 22 listopada 1998 (slalom) – 2. miejsce
6. Sestriere – 11 grudnia 2000 (slalom) – 1. miejsce
7. Kitzbühel – 21 stycznia 2001 (slalom) – 3. miejsce
8. Schladming – 23 stycznia 2001 (slalom) – 2. miejsce
9. Sestriere – 12 stycznia 2003 (slalom) – 3. miejsce
10. Schladming – 28 stycznia 2003 (slalom) – 3. miejsce